# Antoni Kiliński
Antoni Kiliński (Lituânia, 20 de outubro de 1909 – 6 de maio de 1989) foi um pioneiro dos computadores polonês.

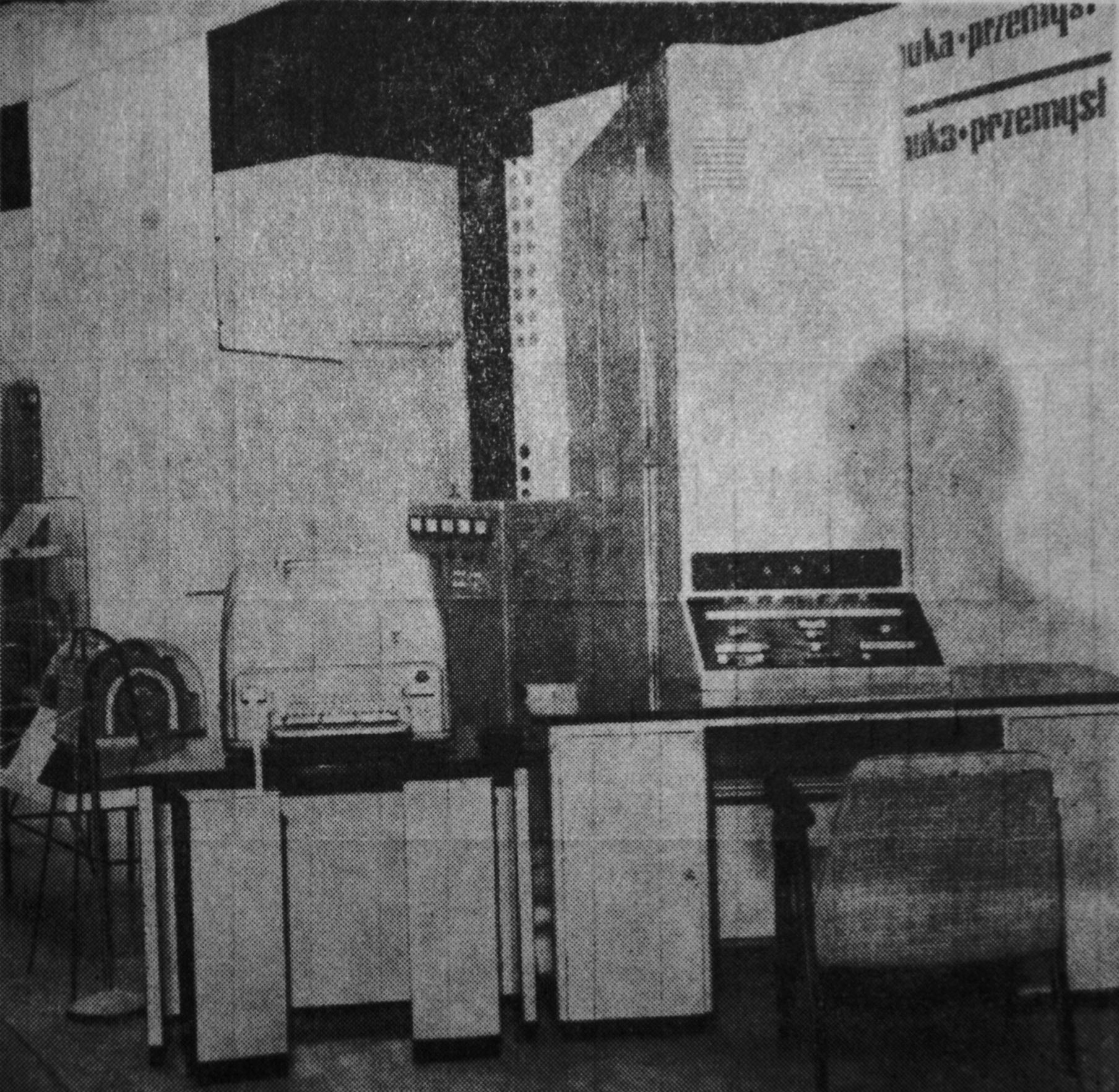
UMC-1

Kiliński estudou engenharia elétrica na Universidade Politécnica de Varsóvia, onde formou-se em 1935. Trabalhou no departamento de patentes de 1937 a 1939 no Instituto Nacional de Telecomunicações. Na Revolta de Varsóvia foi oficial de notícias do Exército Clandestino. Em 1948 trabalhou no Instituto Central do Exército Polonês e na Academia Militar Técnica, onde dirigiu a seção de eletricidade teórica e lecionou na Universidade de Breslávia. Em 1953 deixou o exército e foi para a Universidade Técnica de Varsóvia. Em 1963 foi diretor da então fundada seção de computadores, que tornou-se um instituto próprio em 1970.
No final da década de 1950 construiu o primeiro computador eletrônico da Polônia, o computador de válvulas UMC 1 (Uniwersalna Maszyna Cyfrowa, Máquina Digital Universal). Foi produzido pela firma Elwro a partir de 1962 (depois da versão com válvulas foi produzida também mais tarde uma versão transistorizada UMC-10). A firma Elwro manteve-se até 1989 e construiu também o computador Odra (a partir de 1959/1960 em Breslau) e o computador ELWAT e mais tarde cópias do ZX Spectrum.
Recebeu o Prêmio Pioneiro da Computação de 1996. Escreveu diversos livros.